# رؤیاها (فیلم ۱۹۵۵)
رؤیاها (سوئدی: Kvinnodröm) فیلمی به کارگردانی اینگمار برگمان است که در سال ۱۹۵۵ منتشر شد. از بازیگران آن می‌توان به هاریت آندرشون و گونار بیورنستراند اشاره کرد.